# Oskar Baum

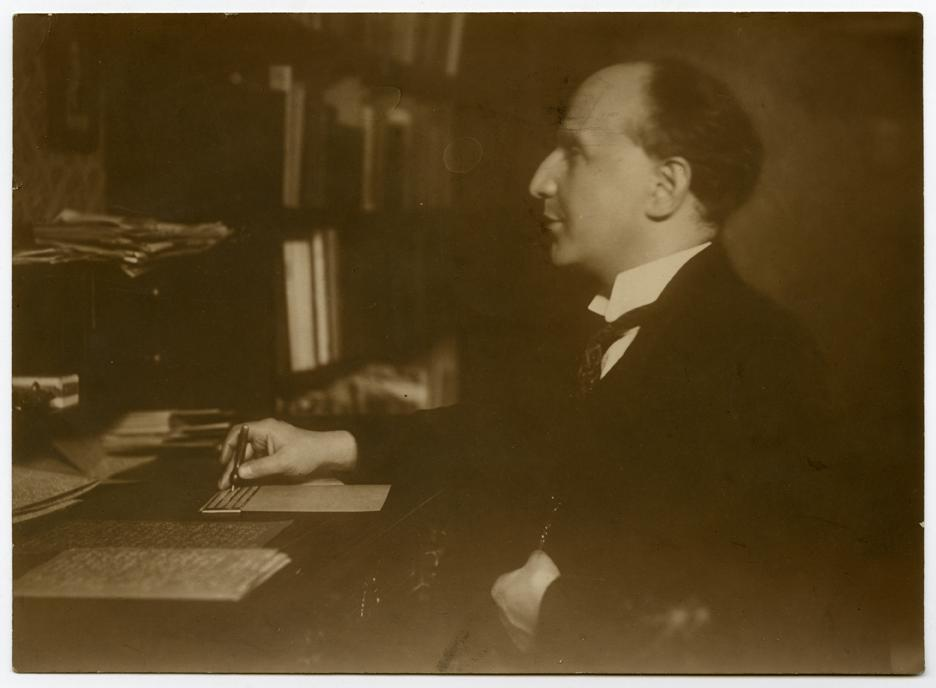
Oskar Baum in den 1920er-Jahren

Oskar Baum (geboren am 21. Januar 1883 in Pilsen, Österreich-Ungarn; gestorben am 1. März 1941 in Prag) war ein böhmischer Schriftsteller.

## Leben
Baum war der Sohn eines jüdischen Tuchwarenhändlers in Prag und litt von Geburt an unter Sehproblemen. Mit acht Jahren verlor er die Sehkraft eines Auges und als Elfjähriger bei einer Rauferei sein Sehvermögen komplett. Da er deshalb nicht mehr am normalen Unterricht im Gymnasium teilnehmen konnte, wurde er nach Wien an das Israelitische Blindeninstitut Hohe Warte geschickt. Dort machte er eine Ausbildung zum Musikreferenten und erlernte dabei das Orgel- und Klavierspielen. 1902 legte er die Lehramtsprüfung ab und kehrte nach Prag zurück. Seinen Lebensunterhalt verdiente sich Baum als Organist und Kantor einer Synagoge; später wurde er Klavierlehrer.
1904 machte Max Brod Baum mit Franz Kafka und Felix Weltsch bekannt. Die drei freundeten sich an, und nach Baums Heirat mit Margarete Schnabel wurde die Wohnung des Ehepaars zum Treffpunkt des Prager Kreises. Hier lasen sich die Freunde gegenseitig eigene literarische Texte vor, aber man begeisterte sich auch an fremden Texten und der Hausmusik. In dieser Zeit begann auch ein reger Briefwechsel zwischen Kafka und Baum.
1908 konnte Baum mit seinem Roman „Uferdasein“ debütieren, der autobiographisch angelegt ist und ihn – quasi über Nacht – berühmt machte. Ab 1922 gewann ihn der Schriftsteller und Politiker Tomáš Garrigue Masaryk zur Mitarbeit für seine Tageszeitung Prager Presse. Ein Schwerpunkt in Baums journalistischer Arbeit waren Musik- und Theaterkritiken; aber auch Essays und Glossen zu sozialen Themen wurden von ihm verfasst. Nach und nach interessierten sich auch andere Zeitungen und Zeitschriften für die Arbeiten Baums; u. a. sind hier Die Weltbühne (von Siegfried Jacobsohn), Die Aktion (von Franz Pfemfert) oder Der Sturm (von Herwarth Walden) zu nennen sowie die in Prag erscheinende Exil-Zeitschrift Neue Deutsche Presse.
1929 konnte Baum seine Erzählung „Nacht ist umher“ veröffentlichen, zu der Stefan Zweig ein Nachwort verfasst hatte. 1934 übernahm Baum den Vorsitz des „Schutzverbandes deutscher Schriftsteller“ in der Tschechoslowakei und hatte dieses Amt bis 1938 inne. Nach dem Münchener Abkommen und dem erhöhten Druck auf die Tschechoslowakei wurde er von dem Amt samt seiner journalistischen Tätigkeit entbunden. Nach dem deutschen Einmarsch in Prag im März 1939 wurden seine Schriften verboten.
Eine Ausreise nach Palästina scheiterte an der Bürokratie. Ende Februar 1941 unterzog sich Baum einer Darmoperation im Jüdischen Krankenhaus, deren Folgen er später erlag. Seine Frau wurde kurz danach ins KZ Theresienstadt deportiert und kam dort ums Leben. Der einzige Sohn des Paares, Leo Baum (1909–1946), kam am 22. Juli 1946 beim Irgun-Anschlag auf das King David Hotel in Jerusalem ums Leben.

## Werke
- Uferdasein. Abenteuer und Tägliches aus dem Blindenleben von heute. Axel Juncker, Berlin-Charlottenburg 1908 Digitalisat
- Das Leben im Dunkeln.(Autobiographischer) Roman. Axel Juncker, Berlin-Charlottenburg 1909
- Das Leben der Frau Marianne Rollberg. Axel Juncker, Berlin-Charlottenburg [1912]
- Ein Schicksal. Erzählung. In: Saturn. Eine Monatsschrift., 2. Jahrgang, Heft 8, Saturn-Verlag (Hermann Meister), Heidelberg 1912
- Die böse Unschuld. Ein jüdischer Kleinstadtroman. Rütten & Loening, Frankfurt/M. 1913
- Zwei Erzählungen (1. Der Geliebte; 2. Unwahrscheinliches Gerücht vom Ende eines Volksmannes). Kurt Wolff, Leipzig („Der Jüngste Tag“, Band 52) 1918
- Die Gefahr. Eine Novelle. In: Deutsche Dichter aus Prag hrsg. von Oskar Wiener, Ed. Strache, Wien Leipzig 1919
- Die verwandelte Welt. Deutsch-Österreichischer Verlag, Wien 1919
- Die Tür ins Unmögliche. Roman. Kurt Wolff, München 1919
- Das Wunder. Drama in drei Aufzügen. Berlin 1920
- Die Neue Wirklichkeit. Heris, Reichenberg („Heris-Bücher“, Band 3) 1921
- Nacht ist umher. Reclams Universal-Bibliothek (RUB 7005) Reclam, Leipzig 1929
- Der Weg des blinden Bruno. In: Neue deutsche Erzähler. Bd. 1 Paul Franke, Berlin [1928]
- Drei Frauen und ich. J. Engelhorns Nachf., Stuttgart 1928
- Die Schrift, die nicht log. Axia, Berlin 1931
- Zwei Deutsche. La Bibliothèque, Antwerpen 1934
- Das Volk des harten Schlafs. Löwit, Wien Jerusalem 1937
- Die Geopferten, in Jüdische Erzählungen aus Prag.Bibliotheca Bohemica, 9. Hg. Christian Grüny. Vitalis, Prag 1997, S. 135–148 (zuerst in: Deutsche Dichter aus Prag. Hg. Oskar Wiener. Strache, Wien 1919)